# Sison exaltatum
Sison exaltatum är en flockblommig växtart som beskrevs av Pierre Edmond Boissier. Sison exaltatum ingår i släktet höstpersiljor, och familjen flockblommiga växter. Inga underarter finns listade i Catalogue of Life.